# ألتون د. تايلور
ألتون د. تايلور هو سياسي كندي، ولد في 30 مارس 1889 في كندا، وتوفي في 25 يوليو 1947 في كندا. حزبياً، نشط في الحزب التقدمي المحافظ في نيو برونزويك ‏. وقد انتخب عضو الجمعية التشريعية لنيو برونزويك ‏.